# Cozani
Cozani (em grego: Κοζάνη) é uma cidade da Grécia, capital da unidade regional de Cozani. Cozani é também a capital e maior cidade da periferia da Macedônia Ocidental, no norte do país. Está localizada entre as montanhas de Pieria, Vérmio, Burino e Áscio e distante a cerca de 15 km do lago Polífito, 120 km de Tessalônica e 470 km de Atenas.

## Demografia
População da cidade de acordo com os últimos censos:
- 1981: 30.994
- 1991: 31.999
- 2001: 35.942

## Economia
A região é famosa para a produção do açafrão (Krokos Kozanis).

## ligações externas
- Sourdos.gr (em grego)
- Kozan.gr (em grego)